# Brettach (Bretzfeld)
Brettach ist ein Ortsteil von Bretzfeld im Hohenlohekreis im nördlichen Baden-Württemberg. Er ist verschieden vom gleichnamigen, weniger als 16 km nordwestlich von ihm gelegenen Ortsteil der Gemeinde Langenbrettach.

## Geografie
Brettach liegt am linken Talhang in einer Schlinge des Brettachtals unterhalb von Maienfels.

## Geschichte
Brettach wurde 1376 als Ober- und Niederbrettach erstmals urkundlich erwähnt. Sein Schicksal war eng mit der Burg Maienfels und der gleichnamigen Gemeinde (heute Teil Wüstenrots) verbunden. 1423 wurde es mit Maienfels von den Herren von Weinsberg an die Kurpfalz verkauft. 1805 kamen beide als Folge des Reichsdeputationshauptschlusses an das Königreich Württemberg und wurden zunächst dem Oberamt Öhringen, 1809 dem Oberamt Weinsberg zugeordnet. Mit Auflösung desselben 1926 kam Maienfels (und damit Brettach als Teil von Maienfels) wieder zum Oberamt Öhringen (ab 1938: Landkreis Öhringen). Die Gemeinde Maienfels wurde am 1. Januar 1974 nach Wüstenrot im Landkreis Heilbronn eingemeindet. Am 8. Dezember 1975 entschieden sich die Brettacher für die Trennung von Maienfels und Wüstenrot. Mit der Umgemeindung nach Bretzfeld wechselte Brettach am 1. Januar 1977 in den Hohenlohekreis.